# 利索維索羅欽齊
50°41′23″N 32°19′58″E / 50.68972°N 32.33278°E
利索維索羅欽齊（烏克蘭語：Лісові Сорочинці），是烏克蘭的村落，位於該國北部切爾尼戈夫州，由普里盧基區負責管轄，始建於1629年，面積1.93平方公里，海拔高度150米，2001年人口506，人口密度每平方公里262.5人。